# Liste der Persönlichkeiten der Stadt Bocholt
Die Liste der Persönlichkeiten der Stadt Bocholt zeigt die in der Stadt geborenen Personen sowie anderweitig mit Bocholt verbundenen Personen.

## Ehrenbürger
- Günther Hochgartz
- Otto Kemper
- Aloys Franz Bernhard van Langenberg
- Max von Velsen
- Franz Richter (Priester)

## Träger des Ehrenrings der Stadt
- Hermann Buschfort
- Fritz Pitz
- Hermann Josef Unland

## In Bocholt geboren
- 1702, 22. Juli, Anton Wisselinck († 22. Mai 1771 in Düsseldorf), Porträt- und Historienmaler, kurfürstlicher Hofmaler, Inspektor der Gemäldegalerie Düsseldorf
- 1761, 14. Mai, Anton Diepenbrock († 26. August 1837 in Regensburg), Großkaufmann, Gutsbesitzer, salmischer Hofkammerrat, Maire des Kantons Bocholt
- 1769, 6. Oktober, Aloys Franz Bernhard van Langenberg († 26. August 1843 in Münster), Geheimer Regierungsrat und Anwalt, Ehrenbürger von Bocholt
- 1785, Ludwig Schwartz, († 1864 in Bocholt), Textilfabrikant
- 1798, 6. Januar, Melchior von Diepenbrock († 20. Januar 1853 in Johannisberg/Schlesien), 1845 Fürstbischof von Breslau, 1848 Mitglied des Paulskirchenparlaments, 1850 Kardinal
- 1799, 24. Februar, Constant Dirckinck-Holmfeld († 3. Juni 1880 in Pinneberg), deutsch-dänischer Publizist
- 1799, 13. November, Apollonia Diepenbrock († 4. Juli 1880 in Regensburg), Altenpflegerin und Krankenhausgründerin
- 1808, 28. August, Conrad Joseph Diepenbrock († 26. Juni 1884 in Limburg an der Lahn), Offizier, Teilnehmer der Badischen Revolution von 1848, Schriftsteller
- 1818, 2. Februar, Friedrich Reigers († 1. März 1906 in Bocholt), Jurist, Richter, Abgeordneter der Preußischen Nationalversammlung und Historiker für die Geschichte der Landschaft und der Stadt Bocholt
- 1826, 11. August, Johannes Heisterkamp (genannt Pannemann; † 1930 in Bocholt), damals ältester Deutscher
- 1836, 18. April, Eduard Ketteler († 8. Dezember 1900 in Münster), Physiker
- 1842, 22. Dezember, Otto Sarrazin († 6. Juni 1921 in Berlin), Ingenieur und Vorsitzender des Allgemeinen deutschen Sprachvereins
- 1859, 13. September, Heinrich Döring († 17. Dezember 1951 in Poona, Indien), Jesuit und Bischof von Poona, ausgezeichnet mit dem Ehrentitel eines Titularerzbischofs
- 1874, 10. Oktober, Johannes Gebbing († 20. August 1958 in Bad Reichenhall), Zoologe und Direktor des Leipziger Zoos
- 1876, 18. September, Helene Drießen († 30. Mai 1938 in Bocholt), Politikerin (Zentrum), Reichstagsabgeordnete
- 1886, 3. August, Friedrich Senger († 3. August 1936 in Wuppertal), Gewerkschafter und Widerstandskämpfer gegen den Nationalsozialismus
- 1888, 22. Juni, Jeanette Wolff († 19. Mai 1976 in Berlin), Stadtverordnete (SPD), Verfolgte als Jüdin und Sozialdemokratin, MdB, Vorstandsmitglied des Zentralrats der Juden in Deutschland
- 1888, 24. Juli, Hermann von Bönninghausen († 26. Januar 1919 in Düsseldorf), Leichtathlet und Olympiateilnehmer 1908 und 1912
- 1890, 28. November, Heinrich Thöne († 12. Juni 1971 in Mülheim an der Ruhr), Stadtverordneter (SPD) und von 1948 bis 1969 Oberbürgermeister der Stadt Mülheim an der Ruhr
- 1893, 24. Dezember, Ferdinand Wiethold († 17. April 1961 in Frankfurt am Main), Rechtsmediziner und Hochschullehrer
- 1895, 6. Dezember, Josef Fenneker († 9. Januar 1956 in Frankfurt am Main), Theatermaler und Bühnenbildner in Berlin, Duisburg, Hamburg, Frankfurt am Main
- 1896, 23. Juli, Willi Hollenders († 7. Februar 1947 in Karlsruhe), Politiker (NSDAP)
- 1897, 28. August, Fritz Heymann, (gest. nach 1944 im KZ Auschwitz), Journalist und Schriftsteller
- 1900, 13. Juni, Otto Kemper († 12. Juli 1974 in Bocholt), Oberbürgermeister in Bocholt von 1948 bis 1964
- 1901, 18. Juni, Johann Deing († 7. Juli 1975), Politiker (Zentrumspartei)
- 1904, 30. Januar, Laurenz Böggering († 10. Januar 1996), Weihbischof im Bistum Münster
- 1904, 24. November, Wilhelm Langheinrich junior († 30. Juli 1987 in Zimmern unter der Burg), Komponist, Musikpädagoge, Dirigent und Autor
- 1905, 6. Januar, Leonie Reygers († 1985), Kunsthistorikerin und Museumsdirektorin
- 1905, 10. Dezember, Walter Bauhuis († 26. Juni 1961 in Münster), Leiter der Universitäts- und Landesbibliothek Münster
- 1907, 11. April, Bernhard Tacke († 10. März 1994), Gewerkschafter und von 1956 bis 1972 stellvertretender Vorsitzender des DGB
- 1910, 21. Januar, Hermann „Manes“ Schlatt († 1. Dezember 2004 in Bocholt), bildender Künstler (Skulpturen, Gemälde), zahlreiche Werke im Bocholter Stadtraum, Träger des Bundesverdienstkreuzes
- 1910, 6. August, Werner Warsinsky († 24. Juni 1992 in Münster), Schriftsteller, 1. Europäischer Literaturpreis 1953
- 1911, 13. Oktober, Fritz Runge († 23. Juni 2000 in Hennef), Botaniker und Naturschützer
- 1913, 13. September, Gottfried Kruchen († 20. Oktober 1979 in Münster), Theologe und Professor für Katholische Theologie
- 1915, 10. Oktober, Josef Sonnenschein († 19. August 1978), Politiker (CDU), MdL
- 1917, 20. Dezember, Lucy Vollbrecht-Büschlepp († 3. Oktober 1995 in Bocholt), Künstlerin
- 1919, 18. Juli, Helmut Ridder († 15. April 2007 in Biebertal), Verfassungsrechtler und Hochschullehrer
- 1920, 1. Dezember, Erich Kosthorst († 11. Mai 2001 in Münster), Zeithistoriker und Professor in Münster
- 1922, 20. Juli, Josef Lammers († 15. Oktober 2012 in Schwerte), Fußballspieler, u. a. TSV 1860 München und Preußen Münster
- 1922, 1. September, Ursula Bruns († 22. April 2016), Schriftstellerin, Verlegerin, Pferdesachverständige und Reitlehrerein
- 1923, 25. Januar, Alfons Schmeink († 2. Juli 2021), Kommunalpolitiker und ehrenamtlicher Landrat (CDU)
- 1923, 19. März, Fritz Pitz († 1. Februar 2006 in Bocholt), international bekannter Photograph und Maler
- 1923, 11. Dezember, Udo Oberem († 24. November 1986 in Bonn), Ethnologe und Altamerikanist
- 1923, 16. Dezember, Werner Haentjes († 20. Juli 2001 in Köln), Komponist und Dirigent
- 1924, 4. August, Wilhelm Flitsch Chemieprofessor in Münster, Verfasser eines Buches über Wein
- 1924, 14. September, Siegfried Landers, Unternehmer, Vater von Burkhard Landers
- 1925, 5. März, Karl-Heinz Ilting († 25. August 1984 in Sankt Ingbert), Philosoph und Hochschullehrer
- 1925, 17. Dezember, Franz Schlüter († 3. März 2006), Politiker (CDU)
- 1926, 31. August, Konrad Wilhelm Kraemer († 16. März 1991 in Bergisch Gladbach), Journalist und Politiker
- 1928, 10. Februar, Kurt Voigt († 9. Mai 1973 in Bocholt), Fußballspieler
- 1928, 25. Juni, Hermann Buschfort († 13. September 2003 in Bocholt), von 1974 bis 1982 Parlamentarischer Staatssekretär beim Bundesminister für Arbeit und Sozialordnung (SPD)
- 1929, 5. Juni, Hermann Josef Unland († 3. September 2015 in Münster), Jurist und Politiker
- 1930, 3. Mai, Leo Pollmann († 19. Dezember 2009 in Stegen), Romanist und Literaturwissenschaftler
- 1931, Heinz Schneppen, Diplomat und Historiker, Botschafter in Paraguay und Tansania
- 1932, 11. Januar, Ansgar Paus OSB († 18. September 2017 in Salzburg), 1975 bis 2000 Universitätsprofessor für Philosophie an der Universität Salzburg
- 1933, 20. Februar, Josef Krasenbrink OMI († 12. April 2008 in Mainz), Dozent für Kirchengeschichte und Hochschulseelsorger
- 1934, Herbert Ebbers, Radrennfahrer
- 1934, 1. Juni, Hermann Josef Pottmeyer († 12. Juni 2023), bis 2000 Ordinarius für Fundamentaltheologie an der Ruhr-Universität Bochum
- 1936, 19. Dezember, Friedel Elting († 23. Juli 2008 in Bocholt), Fußballspieler und -trainer
- 1938, 5. Juli, Friedrich W. Busch († 28. Mai 2021 in Rastede), Pädagoge
- 1938, 30. Oktober, Werner Lensing († 15. März 2020 in Coesfeld), Pädagoge und Politiker (CDU)
- 1941, Udo Sevink, Radrennfahrer
- 1941, 20. September, Werner Weikamp († 19. April 2015 in Bocholt), Fußballspieler beim 1. FC Bocholt, Olympia Bocholt und in der 1. Bundesliga bei Schalke 04
- 1943, 3. Februar, Gerd Wiesmann, Kommunalpolitiker (CDU)
- 1944, 30. Januar, Hildegard Walther (Laigre) geb. Hermens, mehrfache Deutsche Meisterin und mehrf. Gold, Silber sowie Bronze bei Europameisterschaften im Einer- und Zweier-Kunstradfahren
- 1944, 13. September, Gottfried Fischer († 2. Oktober 2013), Psychotherapeut und Psychoanalytiker
- 1944, 29. Dezember, Josef „Jupp“ Elting war Torwart von 1962 bis 1980 beim 1. FC Bocholt, dann in der Bundesliga von 1964 bis 1974 bei Schalke 04 und dem 1. FC Kaiserslautern, weitere Vereine Real Murcia (Spanien), Wuppertaler SV und wieder 1. FC Bocholt. Sein Cousin Friedel war ebenfalls Fußballspieler (Mittelfeld) und -trainer.
- 1946, 4. Februar, Heinrich Kruse, Landwirt und Politiker, Mitglied des Landtags von Nordrhein-Westfalen
- 1947, 20. März, Hans-Theodor Peschkes, Politiker (SPD), MdL
- 1948, 26. November, Roland Naul, Sportpädagoge und Sportwissenschaftler
- 1950, 20. Januar, Jan Roeloffzen, niederländischer Fußballspieler
- 1950, 30. März, Burkhard Bierschenck, Verleger, Journalist und Autor
- 1950, 15. Oktober, Bärbel Wilde, evangelische Pfarrerin, Autorin und Referentin
- 1950, 18. Oktober, Wilhelm Angenendt († 22. Dezember 2013 in Bocholt), Bauingenieur, Verkehrsplaner und Verkehrswissenschaftler
- 1951, 11. März, Reinhold Elschot, Filmproduzent und Medienmanager
- 1952, 22. Februar, Helmut Nieuwenhuis, Richter am Bundesfinanzhof
- 1953, 7. Januar, Wolfgang Ritte, Stabhochspringer
- 1953, 5. März, Marie-Luise Schulta-Jansen, Badmintonspielerin, mehrfache Deutsche Meisterin
- 1953, 14. November, Georg Unland, Rektor der Bergakademie Freiberg und von 2008 bis 2017 Finanzminister des Freistaats Sachsen (CDU)
- 1954, Jürgen Ebert, Bildhauer
- 1955, 7. Mai, Ludwig Evertz, Journalist, Redakteur, Fernsehmoderator und Reporter
- 1955, 24. Mai, Heiner Kamps, Gründer der Bäckereikette Kamps AG
- 1955, 11. Juni, Hubert Seggewiß, Kardiologe
- 1955, 12. November, Georg Schmeinck, Fußballspieler
- 1956, 7. Januar, Karl-Heinz Petzinka, Architekt, Rektor der Kunstakademie Düsseldorf
- 1956, 2. Mai, Josef Janning, Politologe
- 1957, 23. April, Peter Nebelo († 21. Juni 2023 in Bocholt), Kommunalpolitiker, von 2004 bis 2020 Bürgermeister der Stadt Bocholt
- 1957, 22. August, Hans-Bernd Brosius, Kommunikationswissenschaftler
- 1957, 14. Oktober, Kurt Seggewiß, Oberbürgermeister der Stadt Weiden in der Oberpfalz
- 1958, 14. April, Dorothée Nashan (geb. Küper), Dermatologin, Hochschullehrerin und Direktorin der Hautklinik im Klinikum Dortmund
- 1958, 11. August, Lutz E. Pillunat, Direktor der Universitätsaugenklinik und Poliklinik des Universitätsklinikums Carl Gustav Carus Dresden
- 1959, 15. Oktober, Hermann-Josef Pelgrim, Oberbürgermeister der Stadt Schwäbisch Hall
- 1959, 20. Oktober, Friedrich Loock, Kulturmanager und -wissenschaftler
- 1960, 16. März, Schringo van den Berg, eigentlich Jürgen van den Berg, Unterhaltungskünstler und Drehbuchautor
- 1960, 9. Juni, Andreas Lebbing, Sänger der Band Wind, Komponist, Textdichter, Musikproduzent
- 1962, 20. Mai, Ursula Lehmkuhl, Historikerin und Professorin (Freie Universität Berlin)
- 1962, 3. August, Dirk Stenkamp, Manager, derzeit Vorstandsvorsitzender der TÜV Nord Group
- 1963, 11. Januar, Roland Wohlfarth, Fußballspieler, u. a. MSV Duisburg, Bayern München und VfL Bochum
- 1964, 10. Januar, Jutta Niehaus, Radrennfahrerin
- 1964, Thomas Dienberg, katholischer Theologe
- 1966, 13. September, Birgit Decressin, Malerin
- 1967, 26. November, Winni Biermann, Sänger (Tenor)
- 1968, 12. November, Michael Lohscheller, Manager
- 1971, 13. Dezember, Michael Scholten, Journalist und Schriftsteller
- 1972, 7. Juli, Harald Katemann, Fußballspieler, bekannt wegen seiner ungewöhnlich weiten Einwürfe, u. a. Fortuna Düsseldorf und Austria Lustenau
- 1972, 12. Oktober, Ahmet Öner, türkischer Profiboxer und Boxpromoter
- 1972, 25. November, Bastian Fassin, geschäftsführender Gesellschafter von Katjes
- 1974, 13. August, Guido Koltermann, Fußballspieler (Torwart), u. a. VfL Wolfsburg und SpVgg Unterhaching
- 1975, 15. Mai, Puck Lensing, Musiker, Kontrabassist der englischen Band Frantic Flintstones
- 1975, 5. Dezember, Peter Hyballa, Fußballtrainer
- 1976, 21. Mai, Carlo Ljubek, Schauspieler
- 1978, Benjamin Ikes, Filmeditor
- 1979, Gregor Buß, Theologe und Professor für Katholische Theologie
- 1979, 27. Juni, Diana Sorbello, Schlagersängerin
- 1980, Benjamin Garcia, Jazz- und Popmusiker
- 1980, 19. März, Nina Andrieshen, Politikerin (SPD), MdL
- 1980, 25. Dezember, Volker Busskamp, Biologe
- 1981, 25. April, Verena , Politikerin (CDU), MdL von Niedersachsen
- 1982, 19. Februar, Sabrina Hatzky, Ju-Jutsu-Kämpferin
- 1982, 3. Mai, Kathrin Patzke, Fußballspielerin
- 1982, 7. Juni, Rena Koopmann, Schriftstellerin
- 1982, 4. September, Benjamin Weigelt, Fußballspieler
- 1984, 10. April, Katrin Holtwick, Beachvolleyballspielerin
- 1986, 14. Januar, Mark Lorei, Filmregisseur
- 1987, 1. Februar, Leonie Giessing, Leichtathletin
- 1987, 26. Februar, Michael Maximilian Lake, Volleyball- und Beachvolleyballspieler
- 1988, 2. März, Simon Terodde, Fußballspieler
- 1988, Marian Mayland, Künstlerin und Filmemacherin
- 1989, Jonas Vogelsang, Jazzmusiker
- 1989, 3. Juli, Lisa Hoffmann, Künstlerin
- 1990, 6. Januar, Lena Möllers, Volleyball-Nationalspielerin
- 1990, 17. April, Marina Hegering, Fußballspielerin, U-20-Weltmeisterin
- 1990, 23. Juli, Cedric Sprick, Schauspieler und Tänzer
- 1990, 26. September, Pascal Testroet, Fußballspieler
- 1991, 12. Februar, Maurice Exslager, Fußballspieler
- 1991, 23. Oktober, Ana Cristina Oliveira Leite, Fußballspielerin, portugiesische Nationalspielerin und ehemalige deutsche Jugendnationalspielerin
- 1992, Henning Neidhardt, Jazzmusiker
- 1993, Andrea Kuhne, Judoka
- 1993, 22. Februar, Yannik Oenning, Fußballspieler
- 1993, 10. Juli, Lennart Bevers, Volleyball- und Beachvolleyballspieler
- 1994, 6. Februar, Lars Geukes, Volleyball- und Beachvolleyballspieler
- 1994, 8. Juli, Phil Bauhaus, Radrennfahrer
- 1997, 23. Februar, Benjamin Henrichs, Fußballspieler
- 2002, 27. Juni, Felix Wienand, Fußballtorwart
- 2002, 9. Juli, Jette ter Horst, Fußballspielerin
- 2003, 24. Februar, Luisa van Clewe, Volleyballspielerin
- 2004, 13. Dezember, Felicitas Kockmann, Fußballspielerin
- 2005, 6. August, Kevin Wiethaup, Fußballspieler
- Karl Markus, Sänger (Tenor)

## Mit Bocholt verbunden
- Franz von Bocholt, * vor 1450; † nach 1480, wahrscheinlich in Bocholt tätiger Goldschmied und Kupferstecher
- Israhel van Meckenem der Jüngere, Goldschmied und Kupferstecher, * 1440/45 in Meckenheim, † 10. November 1503 in Bocholt
- Wilhelm Klebitz, * um 1533; † 1568 in Paris, Theologe und Mathematiker, Lehrer in Bocholt
- Jan (oder Johan) van Lintelo, ca. 1585–1632, Malermeister, Zeichner und Glasemaker für Kabinettscheiben. Wurde im Zuge der Wirren des Dreißigjährigen Krieges unter Zurücklassung seiner Frau Stinneken und seiner zwei Kinder 1628 „wegen der religion“ mit seinem Bruder Derick, einem Schöffen der Stadt, aus Bocholt vertrieben und verstarb vermutlich in Holland 1632
- Hans von Bostel, * 15. September 1779 in Wetzlar, † 31. Januar 1839, Hofrat in der Landesregierung des Fürstentums Salm, Direktor des Amts- und Stadtgerichts Bocholt, Freund Clemens Brentanos
- Arnold Janssen, * 5. November 1837 in Goch, † 15. Januar 1909 in Steyl, Gymnasiallehrer in Bocholt 1861–1873, Gründer der Steyler Missionare
- August Joseph von Bönninghausen, * 1841 in Coesfeld, † 1912 in Bonn, prakt. Arzt und Sanitätsrat
- Anton Schmeddinghoff, * 27. November 1869 in Warendorf, † 30. August 1942 in Bocholt, Gymnasiallehrer und Heimatforscher in Bocholt 1910–1942
- Marcus Krüsmann, * 11. April 1879 in Bergisch Gladbach, † 25. Februar 1964 in Münster, Jurist und Beigeordneter der Stadt Bocholt, später, bis zur Machtergreifung der Nationalsozialisten, langjähriger Bürgermeister der Stadt Limburg an der Lahn
- Hermann Kunst, * 21. Januar 1907 in Ottersberg, besuchte in Bocholt das Gymnasium, evangelischer Militärbischof, erster Bevollmächtigter des Rates der Evangelischen Kirche in Deutschland
- Taşkın Oymacı, * 28. April 1938 in der Türkei, † 15. März 2021 in Bocholt, Migrantenbetreuer der Arbeiterwohlfahrt in Bocholt
- Michael Roes, * 7. August 1960 in Rhede, Schriftsteller und Filmemacher; verbrachte seine Kindheit und Jugend in Bocholt, machte am St.-Georg-Gymnasium sein Abitur; lebt seit 1979 in Berlin
- Dirk Dzimirsky, * 22. April 1969 in Rhede, Künstler der Stilrichtung des Hyperrealismus
- Jannis Schliesing, * 5. Januar 1992 in Münster, Fußballspieler, aufgewachsen in Bocholt